# Domy č. 10, 12, 12a, 12b v ulici Kuśnierské ve Štětíně
Domy č. 10, 12, 12a, 12b v ulici Kuśnierské je komplex čtyř nájemních domů na sídlišti Staré Město ve čtvrti Śródmieście ve Štětíně. Jedná se o jediné dochované předválečné obytné budovy v ulici Kuśnierské (kromě domu v ulici Grodzké 50), stejně jako o jedna z mála štětínských staroměstských nájemních domů zrekonstruovaných po zničení během druhé světové války. Dům č. 12 je chráněn jako kulturní památka (č. A-823 z 14. srpna 1991).
Poválečná rekonstrukce domů byla provedena v 70. a 80. letech 20. století s podporou Sociálního fondu pro obnovu hlavního města Varšavy. Na památku této události byla na fasádu domu č. 12 umístěna deska:
| „       | Zabytkowe kamienice odbudowane dzięki pomocy finansowej S.F.O.S. | “ |
| — Nápis |                                                                  |   |

| „                | Historické nájemní domy rekonstruované díky finanční podpoře S.F.O.S. | “ |
| — Překlad nápisu |                                                                       |   |